# 861
| [ Edytuj tabelę ]          |                                               |
| Król Anglii                | - 860 Ethelbert 866                           |
| Hrabia Aragonii            | - 844 Galindo I Aznárez 867                   |
| Król Asturii               | - 850 Ordoño I 866                            |
| Hrabia Barcelony           | - 858 Humfryd 864                             |
| Cesarz Bizancjum           | - 842 Michał III Metystes 867                 |
| Chan Bułgarii              | - 852 Borys I Michał 889                      |
| Cesarz Chin                | - 859 Tang Yizong 873                         |
| Książę Czech               | - 850 Gościwit 870                            |
| Król Franków wschodnich    | - 855 Ludwik II Niemiecki 875                 |
| Król Franków zachodnich    | - 843 Karol II Łysy 877                       |
| Cesarz Japonii             | - 858 Seiwa 876                               |
| Kalif                      | - 847 Al-Mutawakkil 861 - 861 Al-Muntasir 862 |
| Król Khmerów               | - 850 Dżajawarman III 877                     |
| Patriarcha Konstantynopola | - 858 Focjusz I Wielki 867                    |
| Król Mercji                | - 852 Burgred 874                             |
| Król Nawarry               | - 851 García Íñiguez 880                      |
| Król Nortumbrii            | - 848 Osbert 863                              |
| Papież                     | - 858 Mikołaj I 867                           |
| Cesarz rzymski             | - 850 Ludwik II 875                           |
| Książę Saksonii            | - 844 Ludolf 866                              |
| Król Szkocji               | - 858 Donald I 862                            |
| Doża Wenecji               | - 837 Pietro Tradonico 864                    |
| Książę wielkomorawski      | - 846 Rościsław 870                           |

Rok 861 / DCCCLXI
stulecia: VIII wiek ~
IX wiek ~
X wiek

lata: 851 «
856 «
857 «
858 «
859 «
860 «
861
» 862
» 863
» 864
» 865
» 866
» 871

## Wydarzenia
- 19 maja – upadek meteorytu w japońskiej Nōgacie.
- Normanowie zdewastowali Winchester.

## Urodzili się
- Abdallah ibn al-Mu’tazz, jednodniowy kalif Abbasydów oraz arabski poeta (około tego roku, zm. 908)

## Zmarli
- Hyech'ŏl – koreański mistrz sŏn (jap. zen) (ur. 785)